# Чернокожие (мультфильм)
«Чернокожие» (англ. Coonskin) — американский полнометражный мультфильм для взрослых Ральфа Бакши 1975 года. Во время своего первоначального выхода был неоднозначно воспринят публикой, обвинялся в расизме.
В мультфильме наравне с анимацией присутствуют и сцены с живыми актёрами.

## Сюжет
Маленький городок в Оклахоме. Семпсон и местный проповедник собираются вытащить из тюрьмы своего друга по имени Рэнди. Они очень спешат, и по дороге к тюрьме их машину останавливает полиция. Завязывается перестрелка. Между тем Рэнди и другой заключённый по имени Паппи уже сбежали из тюрьмы и теперь сидят у её стен в ожидании Семпсона и проповедника. В это время Паппи рассказывает историю о трёх парнях, которые напоминают ему Рэнди и его друзей…
Братец Кролик, Братец Медведь и пастор Лис вынуждены покинуть свой дом на американском юге. Дом был заложен в банк и теперь тот продал его человеку, который устроил в доме бордель. Компания отправляется в Гарлем, который, по их мнению, представляет собой «дом для каждого чёрного человека». Там они встречают человека по имени Спаситель, который утверждает, что он двоюродный брат «чёрного Иисуса», и что он может даровать всем своим последователям «силу убивать белых». В спектакле, устраиваемом в своей «церкви», Спаситель жестоко расправляется с портретами, символизирующими угнетение чёрных. Это портреты Джона Уэйна, Элвиса Пресли и Ричарда Никсона. Далее он просит своих прихожан жертвовать ему свои деньги. Кролик и его друзья быстро понимают, что этот человек никакой не революционер, а просто мошенник. Они похищают пожертвования, а позже и вовсе убивают Спасителя. Таким образом, Кролик становится главой всей организованной преступности в Гарлеме. Бывшие люди Спасителя поясняют Кролику, что в городе есть и другие влиятельные люди, а именно мафия в лице Крёстного отца и полиция в лице коррумпированного полицейского Мэнигана. Кролику нужно будет разобраться с ними, либо они разберутся с ним.
Кролик сперва решает разобраться с Мэниганом, злобным полицейским ирландского происхождения, расистом и гомофобом. Мэниган посещает различные заведения, чтобы забрать причитающуюся ему «дань». Ему везде отвечают, что все деньги уже забрал Кролик. Мэниган со своими напарниками отправляется в бар к Кролику. Там ему дают бесплатную выпивку, а чернокожая стриптизёрша отвлекает его и подкидывает в его стакан кубик льда с ЛСД. В то время, когда Мэниган видит галлюцинации, его подкладывают в кровать к гею. Позже переодевают женщиной, красят лицо в чёрный цвет и выбрасывают на улицу. Через некоторое время, придя в себя, Мэниган обнаруживает, что его напарники мертвы. От злобы он принимается беспорядочно стрелять во все стороны. На место приезжает полиция, которой ничего не остаётся, как застрелить его.
Крёстный отец, который живёт в метро, даёт задание одному из своих сыновей Сонни разобраться с Кроликом. На улице у ночного клуба Сонни пытается убить Кролика, но за того заступается Медведь, который получает несколько пуль. В то же время Кролику удаётся убить сына босса мафии. Крёстный отец решает подобраться к Кролику более хитро. Через Лиса мафия выходит на Медведя, который уже поправился после ранений и даже женился. Мафия предлагает ему мирную честную работу боксёра на ринге. Медведь соглашается и постепенно становится чемпионом. Мисс Америка советует Кролику выставить своего бойца против Медведя, чтобы проучить того за его работу на мафию. Кролик соглашается. На этот ответственный боксёрский поединок приходит как сам Кролик, так и Крёстный отец. Люди мафии нападают на Кролика, но им оказывается лишь смоляное чучело. Крёстный отец и его люди вязнут в смоле и приклеиваются друг к другу, а Кролик расправляется со всеми ними разом при помощи бомбы. Братец Кролик, Братец Медведь и Лис садятся в машину и уезжают…
Семпсон и проповедник подъезжают к стенам тюрьмы и под градом пуль забирают Рэнди и Паппи.

## В ролях
- Филип Майкл Томас — Рэнди
- Барри Уайт — Семпсон
- Чарльз Гордон — проповедник
- Скэтмэн Крозерс — Паппи

Озвучивание:
- Филип Майкл Томас — Братец Кролик
- Барри Уайт — Братец Медведь
- Чарльз Гордон — пастор Лис
- Скэтмэн Крозерс — старик
- Дэнни Риис — клоун
- Бадди Дуглас — рефери
- Джим Мур — мим
- Аль Льюис — Крёстный отец
- Ричард Пол — Сонни
- Фрэнк ДеКова — Мэниган
- Ральф Бакши — полицейский с мегафоном

## Производство
Во время работы над мультфильмом «Трудный путь» (1973) Ральф Бакши познакомился и подружился с продюсером «Крестного отца» Альбертом С. Радди. Радди согласился продюсировать новый мультфильм Бакши, который первоначально назывался «Гарлемские ночи» (англ. «Harlem Nights»). Производство нового мультфильма началось в 1973 году. Компания Paramount Pictures взяла на себя обязательства по дистрибуции нового мультфильма. Ранее в конце 60-х Бакши уже работал в Paramount, где руководил отделом анимации, пока его не упразднили. Над новым фильмом в команде Бакши работали афроамериканские аниматоры, включая граффити-художников. Это было необычно для мультипликации того времени. Другими вариантами названия для мультфильма были «Гарлемские дни» (англ. «Harlem Days») и «Нет больше чернокожих» (англ. «Coonskin No More…»).
Для мультфильма были сняты сцены с живыми актёрами. В этих сценах сыграли музыканты Барри Уайт и Скэтмэн Крозерс (во время начальных титров так же исполняет песню «Coonskin No More»), актёр Чарльз Гордон, а также начинающий актёр Филип Майкл Томас, который в будущем станет известен как Рико Таббс из сериала «Полиция Майами». Томас, Гордон и Уайт также озвучили главных героев мультфильма.

## Художественные особенности
Персонажи мультфильма выглядят как расистские карикатуры. Чернокожие изображены так, как будто у них блэкфейс-грим из менестрель-шоу. Другие образы в фильме (белые южане, итальянцы, гомосексуалы) также преувеличены. Евреи похожи на изображения их в нацистской пропаганде, в особенности в фильме «Вечный жид». Критично в фильме была показана и мафия. По словам Бакши, он был возмущён тем, как мафия была изображена в «Крёстном отце», где Пачино и Каан создали привлекательные образы преступников.
В мультфильме присутствует монолог о таракане, который оставляет женщину, которая любит его. Это стилизация историй «Archy and Mehitabel», придуманных журналистом Доном Маркизом и нарисованных карикатуристом Джорджем Херриманом. Бакши рассказал, что Херриман является его любимым карикатуристом.
Кинокритик Леонард Малтин отметил, что «Чернокожие» «остаются одним из самых захватывающих фильмов Бакши, как визуально, так и концептуально». Дариус Джеймс охарактеризовал мультфильм как «„Сказку дядюшки Римуса“, переписанную Честером Хаймсом, опирающимся на йорубский сюрреализм нигерийского писателя Амоса Тутуолы».

## Выпуск
Премьера мультфильма проходила в Музее современного искусства. Во время премьеры здание пикетировали люди из организации «Конгресс расового равенства» (англ. «Congress of Racial Equality»). Некоторые члены организации присутствовали и в зале. По их мнению, мультфильм наносил ущерб имиджу чернокожих. В конце сеанса Бакши должен был провести серию вопросов и ответов, но его принялись освистывать. Историк мультипликации Джерри Бек вспоминает, что «для Музея современного искусства это было дико». Далее члены «Конгресса» принялись пикетировать нью-йоркское отделение Paramount Pictures. Элейн Паркер, глава гарлемского отделения «Конгресса», ещё в январе 1975 года высказалась против мультфильма. Она сказала в интервью журналу Variety: «Фильм изображает нас как рабов, мошенников и шлюх. Для меня это расистский фильм и очень оскорбительный». Лос-Анджелесский глава «Конгресса» потребовал, чтобы Paramount не выпускали мультфильм, утверждая, что он «очень неприятен чёрному сообществу». В «Национальной ассоциации содействия прогрессу цветного населения» фильм назвали сложной сатирой.
С разрешения Paramount Ральф Бакши и Альберт Радди передали права на дистрибуцию фильма компании Bryanston Distributing Company. Однако через две недели после релиза компания обанкротилась. Мультфильм получил ограниченное распространение и рекламировался как блэксплотейшн фильм. Кинокритик Роджер Эберт в своей рецензии на фильм согласился, что фильм провокационный, но отметил, что он очень оригинальный и заслуживает лучшего, чем то, что с ним происходит.
В 1982 году в еженедельнике The Village Voice вышла статья, посвящённая фильму «Чернокожие». Там было отмечено, что фильм изгнала из кинотеатров небольшая группа людей, многие из которых даже не видели его, но, тем не менее, им удалось напугать компанию Paramount.

## Рецензии
Первоначальные рецензии на фильм были смешанными. Например, в The Village Voice назвали фильм «продуктом искалеченной руки и парализованного мозга». Позже уже положительные отзывы появились в The New York Times, The Hollywood Reporter и в афроамериканской газете The New York Amsterdam News.
В своей рецензии для The Hollywood Reporter Артур Найт[en] попытался донести до читателей мысль, что «фильм „Чернокожие“ не против чернокожих, евреев, итальянцев или Америки в целом. Этот фильм против мошенников, лицемеров, жуликов и организованной преступности, независимо от расы, цвета кожи или вероисповедания».